# Sintetizadores Casio VZ
La Serie VZ de Casio fue una familia de sintetizadores de síntesis por distorsión de fase PD (Phase Distortion Synthesis), continuadora de la serie CZ de bajo costo fabricados por la empresa Casio Computer Co., Ltd. a finales de la década de 1980. El sintetizador VZ-1 se convirtió en un modelo emblemático de Casio, ya que poseía una buena calidad de sonido, un buen acabado y una serie de mejoras, como una pantalla retroiluminada, ser multitímbrico y un panel frontal que ayuda notablemente a la programación. Además mejora la de la familia CZ, ya que incorpora características de la síntesis por modulación de frecuencias (FM). Como desventajas posee menos capacidad de almacenamiento que otros sintetizadores contemporáneos y carecer de efectos, secuenciador o arpegiador.
El sintetizador VZ-10M es la interfaz de control del sintetizador VZ-1, a la que se pueden conectar un teclado mediante protocolo MIDI. El sintetizador VZ-8M es una versión del VZ-10M más barata y con menos prestaciones.
La serie VZ de Casio son los últimos sintetizadores que usaron la síntesis por distorsión de fase.